# Phalanger (compilateur)
Pour les articles homonymes, voir Phalanger (homonymie).
Phalanger est un projet qui a commencé à l'université Charles de Prague et qui est soutenu par Microsoft. C'est un compilateur de langage PHP en CIL byte-code. C'est la première partie de la compilation, la seconde étant assurée par le JITter (Just-In-Time compiler) fourni par le Framework .NET. Son rôle n'est pas de compiler le PHP en code natif, ni de l'optimiser, mais de compiler les scripts PHP en assemblies .NET qui sont des unités logique de code MSIL et des métadonnées.
Phalanger peut faire fonctionner de nombreuses applications PHP majeures sans aucune modification, ou très peu. On peut citer notamment l'outil d'administration de base de données MySQL : phpMyAdmin et le forum phpBB.
- Selon Microsoft, l'objectif principal du projet, réalisé sous une licence Microsoft permissive de partage de sources, est de permettre le fonctionnement total de scripts PHP existants avec le framework .NET, sans aucune modification[1].